# لیتل کانادا (مینه‌سوتا)
لیتل کانادا (به انگلیسی: Little Canada) شهری در شهرستان رمزی ایالت مینه‌سوتا در کشور ایالات متحده آمریکا است که جمعیت آن در سرشماری سال ۲۰۱۰ میلادی، ۹۷۷۳ نفر بوده‌است.